# Mongoloraphidia nomadobia
Mongoloraphidia nomadobia is een kameelhalsvliegensoort uit de familie van de Raphidiidae. De soort komt voor in Kirgizië.
Mongoloraphidia nomadobia werd voor het eerst wetenschappelijk beschreven door H. Aspöck et al. in 1996.